# Acetolactat-Synthase
Die Acetolactat-Synthase (abgekürzt ALS oder AHAS) ist ein Enzym, das bei vielen Pro- und Eukaryoten an der Bildung der verzweigtkettigen Aminosäuren Valin, Leucin und Isoleucin beteiligt ist. Das Enzym kommt bei Pflanzen und einzelligen Organismen vor. Im Menschen wurde ein homologes Gen identifiziert, das möglicherweise mit der Krankheit CADASIL in Zusammenhang steht. In diesem Artikel ist das Enzym aus der Bäckerhefe, Saccharomyces cerevisiae, abgebildet.

## Aufbau und Funktion
Das Enzym ist aus zwei Untereinheiten aufgebaut und enthält Thiaminpyrophosphat als prosthetische Gruppe.
Die Acetolactat-Synthase katalysiert den ersten Schritt der Synthese von Valin, Leucin und Isoleucin, drei für den Menschen essenzielle Aminosäuren, indem sie durch Decarboxylierung von Pyruvat (2-Oxobutyrat) einen Acetylrest generiert und diesen auf ein zweites Molekül Pyruvat überträgt. Dabei wird 2-Acetolactat bzw. 2-Aceto-2-Hydroxybutyrat gebildet, welches die Grundlage für den weiteren Syntheseweg der oben genannten Aminosäuren bildet.
Das Enzym kann durch verschiedene Herbizide gehemmt werden (HRAC-Klasse B). Auf diesem Angriffspunkt beruht die Wirkung der Sulfonylharnstoffe (z. B. Chlorsulfuron) und Imidazolinone (z. B. Imazaquin).
Einige Pflanzen sind durch natürliche, oder mittlerweile auch induzierte Mutationen in dem entsprechenden Gen resistent, da bereits bei Austausch einer Aminosäure die Hemmung wirkungslos werden kann, das Enzym aber seine Funktion nicht verlieren muss.
Darüber hinaus wird bei einigen Bakterien der Gattungen Enterobacter, Aeromonas, Bacillus und Serratia in der gemischten Säuregärung aus Pyruvat als Endprodukt 2,3-Butandiol gebildet, wobei der erste Schritt ebenfalls von der Acetolactat-Synthase katalysiert wird.